# Lidija Walerianowna Aksjonowa

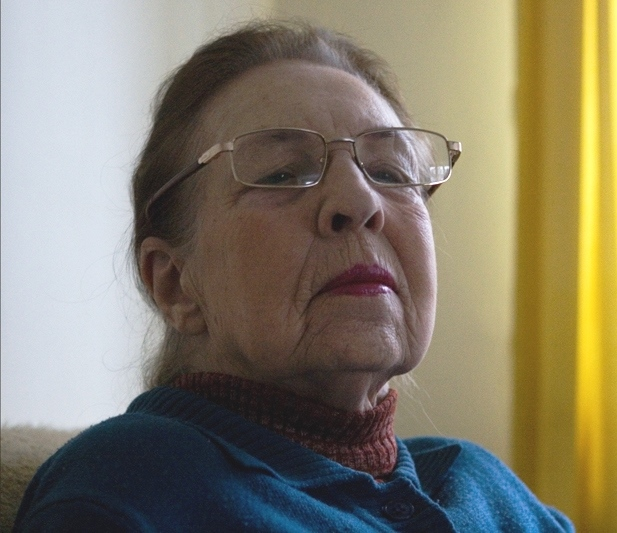
Lidija Aksjonowa

Lidija Walerianowna Aksjonowa (russisch Лидия Валериановна Аксёнова, rumänisch Lidia Axionov; * 19. Juli 1923 in Pokrowsk; † 18. September 2019 in Chișinău) war eine sowjetische und moldawische Dirigentin, Pädagogin, Theoretikerin der Dirigierkunst und Musikautorin. Sie war die erste Frau, die in Moldawien ein Symphonieorchester dirigierte, und die erste Professorin für Chordirigieren in diesem Land. Sie wurde als Verdiente Künstlerin Moldawiens ausgezeichnet.

## Leben

### Jugend und Ausbildung
Lidija Axionova wurde als Tochter des Anwalts Walerian Michailowitsch Aksenov (1894–1980) und Klawdija Iwanowna Aksenova (1892–1967) (Kamyschin), einer Russischlehrerin geboren.
Als Schülerin betrieb sie Ballett, Malerei, Sport und nahm Klavierunterricht. 1941 schloss sie die Schule mit Auszeichnung ab. Der Ausbruch des Zweiten Weltkriegs  verhinderte ein an einer Musikhochschule geplantes Studium. Auf Anordnung
des Volkskommissariats für Bildung unterrichtete sie ein Jahr lang Deutsch an ihrer Schule. 1942 schrieb sie sich am Medizinischen Institut in Saratow ein und arbeitete gleichzeitig als Krankenschwester in einem Militärkrankenhaus.
Bei einem Konzert am Medizinischen Institut führte sie Frühlingsstimmen von Strauss auf und beeindruckte die Professorin des Konservatorium Saratow, Alewtina Paschalowa. Diese lud sie zu einem Vorspiel am Konservatorium ein. 1944 brach Axionova ihr Medizinstudium ab und begann ihr Studium am Konservatorium Saratow unter der Leitung von Alewtina Paschalowa.
Am Konservatorium lernte sie Max Fishman, einen polnischen Pianisten und Teilnehmer am polnischen Widerstand gegen das nationalsozialistische Deutschland, kennen. Sie heirateten 1945. Das Paar wurde nach Minsk geschickt, um an der Belarussische Staatliche Musikakademie zu studieren. Nach der Geburt ihres ersten Sohnes 1946 verlor Axionova ihre Stimme und wandte sich auf Rat von Paschalowa der symphonischen und später der Chordirigierkunst zu.
Nach Angaben von Larisa Balaban war Lidija Axionova Schülerin der Pädagogen S. L. Ratner und N. F. Maslow und Erbin der russischen Traditionen des Chor- und Symphoniedirigierens. Ihre „Genealogie“ im Symphoniedirigieren führt über S. L. Ratner zu Ilja Mussin, Nikolai Malko, Nikolai Tscherepnin und Nikolai Rimski-Korsakow. Im Bereich des Chordirigierens reicht ihre musikalische Linie über N. F. Maslow zu den Schülern Rimski-Korsakows, Michail Ippolitow-Iwanow und Pawel Tschesnokow.

### Karriere in Moldawien
Nach ihrem Abschluss 1952 erhielt Axionova ein Angebot, an der Musikakademie Belarus zu unterrichten und den staatlichen akademischen Chor zu leiten, doch antikosmopolitische Kampagnen in der UdSSR verhinderten, dass Max Fishman in Minsk Arbeit fand. Das Paar zog nach Homel und später, auf Empfehlung des Dirigenten Grigori Schirma, nach Chișinău, wo beide am Staatlichen Konservatorium Moldawiens unterrichteten.
Lidija Axionova spielte eine Schlüsselrolle in der Entwicklung der moldawischen Chorkunst. Sie leitete die Abteilung für Chordirigieren, das Orchester des Russischen Dramatischen Theaters A. P. Tschechow, den Chor des Konservatoriums und bereitete Opernaufführungen vor. Als erste Frau dirigierte sie ein Symphonieorchester in Moldawien und wurde die erste Professorin für Chordirigieren des Landes.
Von 1964 bis 1979 leitete sie den Chor der Spezialmusikschule E. Coca, dessen Repertoire fast 200 Werke umfasste, darunter russische und ausländische Klassik, geistliche Musik und Avantgarde. Dieser Chor inspirierte moldawische Komponisten, Musik für Kinder zu schreiben. Ein Film, Mein Moldawien, wurde über das Ensemble gedreht, das im Radio und im Fernsehen auftrat.
Der Chor wurde zum methodischen Zentrum für die Chorausbildung in Moldawien und veranstaltete offene Unterrichtsstunden und Konferenzen für sowjetische Pädagogen. Axionova bildete über 1.000 junge Chorsänger aus, von denen viele zu bedeutenden Persönlichkeiten der moldawischen Kunst wurden. Sie initiierte das Liederfestival und dirigierte Chöre mit 700 bis 30.000 Kindern.
Über 70 Jahre lang bildete Axionova mehr als 350 Fachkräfte aus. Ihre Methode des Chordirigierens, die weit über Moldawien hinaus anerkannt ist, wird von Generation zu Generation weitergegeben. Sie verfasste Lehrbücher, Repertoires und Lehrpläne, von denen einige in Chișinău und Moskau veröffentlicht wurden, andere in der Bibliothek der AMTAP aufbewahrt werden.
Lidija Axionova wurde auf dem Friedhof St. Lazarus neben ihrem Mann beigesetzt.

## Schüler
Zu den Schülern von Axionova gehören u. a.: 
- Sofija Rotaru, Volkskünstlerin der UdSSR, Heldin der Ukraine, Sängerin
- Weronika Garschtja, Volkskünstlerin der UdSSR, Professorin, künstlerische Leiterin und Chefdirigentin der Kapelle „Doïna“
- Teodor Zgureanu, Volkskünstler Moldawiens, Professor, Dirigent der Kapelle „Doïna“ und Chefchormeister und Dirigent des Chors „Moldova“
- Eduard Markin, Volkskünstler Russlands, Professor, Gründer des Kammerchors Wladimir
- Nikolai Tscholak, Professor, langjähriger Leiter der Abteilung der Staatlichen G. Musicescu-Kunsthochschule der Stadt Chișinău
- Ilona Stepan, Volkskünstlerin Moldawiens, Professorin, künstlerische Leiterin und Chefdirigentin der Kapelle „Doïna“ und des Nationalen Kammerchors
- Swetlana Popowa, Volkskünstlerin Moldawiens, Dirigentin am Nationaltheater für Oper und Ballett
- Tatjana Twerdochleb, Volkskünstlerin Transnistriens, Professorin, Rektorin des Höheren Musikkollegs A. G. Rubinstein in Transnistrien (2005–2013), künstlerische Leiterin und Dirigentin des Staatlichen Chors Transnistriens
- Alexei Winogradski, ehemaliger Chefchormeister und Dirigent am Nationaltheater für Oper und Ballett Moldawiens, später Leiter von Chören an der Staatlichen Oper Ankara, der Staatlichen Oper und Ballett Izmir, Samsun und Mersin (Türkei)
- Vasilij Kondrja – Verdienter Künstler Moldaus, Professor für Chordirigieren an der Akademie für Musik, Theater und Bildende Künste Moldaus, Chefchormeister des Nationaltheaters für Oper und Ballett der Republik Moldau.
- Veronika Galesku – Verdiente Künstlerin Moldaus, Dekanin der Fakultät der Akademie für Musik, Theater und Bildende Künste Moldaus.
- Michail Magalnik – Verdienter Künstler der Ukraine, Chefdirigent des Krim-Ukrainischen Musik- und Dramatheaters.
- Ivan Melnik – Lehrer am Musikcollege Tiraspol, Leiter des Tiraspoler Volkchors, Kantor im Heiligen Himmelfahrts-Kloster (Novo-Njamets, Kitskany) im Bezirk Slobozia, Moldau, sowie Kantor in der Kirche und im Kloster der Heiligen Myrrhenfrauen Martha und Maria im Dorf Hadjimus, Bezirk Căușeni, Moldau.
- Ekaterina Jankowskaja – Verdiente Kulturschaffende Moldaus und Transnistriens, Dozentin am Höheren Musikcollege „A. G. Rubinstein“ in Transnistrien, Gründerin, künstlerische Leiterin und Chefdirigentin des Kinder-Musik- und Chorstudios „Firicel“ (Tiraspol).
- Natalia Konstantin (Sprinchan)** – Leiterin der Altgruppe, Dirigentin des staatlichen Philharmonie-Chors „Transilvania“ in Cluj-Napoca (Rumänien).
- Larisa Balaban, Doktorin der Musikwissenschaft, Dozentin an der Akademie für Musik, Theater und Bildende Künste Moldawiens
- Luminița Guțanu, Doktorin der Musikwissenschaft, Dozentin an der Akademie für Musik, Theater und Bildende Künste Moldawiens, derzeit Chefdirigentin mehrerer Chöre in Rumänien
- Swetlana Silotsch, Professorin an der „ARS Escuela de Música y Danza“ und „AfinArte, escuela de música y baile“, künstlerische Leiterin und Chefdirigentin der Chöre „Coral Almayrit“ und „Galileo“ in Madrid (Spanien)[9]
- Viacheslav Obruchkov ist Chordirigent und Dirigent des Nationaltheaters für Oper und Ballett der Republik Moldau „Maria Bieșu“, war Leiter des Studentenchors des Transnistrischen Höheren Musikcollegs „A. G. Rubinstein“ (Tiraspol) und Dirigent am Landestheater Linz (Österreich).[10]

## Familie
- Ehemann: Max Fishman (1915–1985), Komponist, Pianist, Pädagoge
- Sohn: Băno Axionov (* 1946), Schauspieler, Regisseur, Verdienter Künstler Moldawiens
- Sohn: Artur Aksenov (* 1956), Pianist, Professor an der Russische Musikakademie Gnessin und Levinmusic in Washington, D.C.[11][12]
- Bruder: Wladimir Walerianowitsch Aksenov (1919–1998), Chemieingenieur, Teilnehmer am Zweiten Weltkrieg, Staatsmann und Wirtschaftsfunktionär[13]

## Auszeichnungen
- Medaille „Veteran der Arbeit“ (UdSSR)
- Verdiente Künstlerin Moldawiens
- Orden der Arbeitsruhm (Moldawien)
- Ehrenorden (Moldawien, 2013)

## Publikationen
- Axionova, L. W.: Proben mit einem Chor (Chișinău: Cartea Moldovenească, 1972)
- Axionova, L. W., Bogdanowski, J. M.: Moldawische Chormusik (Chișinău: Cartea Moldoveneasca, 1972)
- Axionova, L. W.: Chorunterricht an einer spezialisierten Musikschule (Moskau: Sowjetischer Komponist, 1973)
- Axionova, L. W.: Kurs über ausländische Chorliteratur (Chișinău: AMTAP, 1976, Bibliothek AMTAP)
- Axionova, L. W.: Sowjetische Chorliteratur, Teil I und II (Chișinău: AMTAP, 1977–1978, Bibliothek AMTAP)
- Axionova, L. W.: Rolle des Instituts für Künste im kindlichen Chorgesang in Moldawien (Chișinău: AMTAP, 1980)
- Axionova, L. W.: Ausbildung junger Fachkräfte in Kultureinrichtungen (Chișinău: AMTAP, 1982)
- Axionova, L. W.: Georgi Stresew (Chișinău: Inessa, 2003)
- Axionova, L. W.: Moldawische Komponisten für Kinder (Chișinău: AMTAP, 2008, ISBN 978-9975-9999-4-6)